# Gerard Hanson
Gerard Hanson, plus connu sous le nom de Convextion, est un musicien de musique électronique né en 1972 à Dallas. Ses influences diverses, aussi bien américaines (Juan Atkins, Derrick May, Red Planet et Carl Craig) qu'européennes (Basic Channel, Stefan Robbers), se sont synthétisées dans un son profond et minimaliste tout à la fois, illustrant à sa manière le lien musical qui unit les villes de Détroit (pour la dimension Soul) et Berlin (berceau de la Techno minimale). 
En 1994, Gerard Hanson et Dan Kurzius ont créé Hard Sync, un magazine consacré à la musique électronique (critiques de disques, interviews d'artistes...). À la suite d'un simple problème informatique, la publication s'est interrompue définitivement en 1996.
Gerard Hanson a publié son premier maxi en 1995 sur le label Matrix Records (Detroit), fondé par Sean Deason, puis cinq autres entre 1995 et 1997. Le ralentissement de sa production jusqu'en 2005, s'explique par des déboires juridiques avec différents labels et distributeurs. En 2006, le label Down Low Music l'a convaincu de reprendre le chemin de la publication, ce qui a été fait avec un album, son premier, sobrement intitulé Convextion.
À la manière de ses pères spirituels, notamment Underground Resistance et Basic Channel, Gerard Hanson se refuse à toute apparition médiatique, probablement du fait de ses expériences malheureuses avec l'industrie du disque.
Sur l'origine du mot Convextion, voir convection.

## Discographie partielle

### Convextion
- Convextion (12", Matrix Records (Detroit), 1995)
- Convextion 2 (12", Matrix Records (Detroit), 1997)
- Convextion (2x12", Album, Down Low Music, 2006)
- Miranda (DeepChord & Echospace Remixes) (12", Matrix Records (Detroit), 2007)
- Romantic Interface (12", AW-Recordings, 2007)
- Convextion (CD, Album, Down Low Music, 2008)
- 2845 ((2x12", 7xFile, Album, a.r.t.less, 2016)

### E.R.P. (Event Related Potential)
- E.P. (12", Matrix Records (Detroit), 1996)
- Event Related Potential (12", Down Low Music, 2005)
- Split 2 EP (12", Ai Records, 2006)
- Alsoran (12", Frantic Flowers, 2007)
- Event Related Potential (12", Down Low Music, 2007)
- Vox Automaton (12", Frustrated Funk, 2007)

### Autres pseudonymes
- I/O - Too Loco For Techno (12", Hard Sync, 1995)
- Syne Language - Syn-Opsys (12", Hard Sync, 1995)
- Time Light Curve - Multipole Vector (AW-Recordings, 2008)